# Ammineïta
L'ammineïta és un mineral de la classe dels halurs. Rep aquest nom per ser la primera espècie mineral que conté una amina complexa (NH₃) a la seva composició.

## Característiques
L'ammineïta és un halur de fórmula química CuCl₂·2NH₃. Va ser aprovada com a espècie vàlida per l'Associació Mineralògica Internacional l'any 2008. Cristal·litza en el sistema ortoròmbic. És un dels quatre minerals coneguts que contenen NH₃, juntament amb la chanabayaïta, la joanneumita i la shilovita.

## Formació i jaciments
Va ser descoberta a Pabellón de Pica, a Chanabaya, a la província d'Iquique (Regió de Tarapacá, Xile). També ha estat trobada al mont Vesuvi (Itàlia) i a la mina Rowley, a Theba (Arizona, Estats Units).